# تومي فلانغان (ممثل)
تومي فلانغان  (بالإنجليزية: Tommy Flanagan)‏ مواليد 3 يوليو 1965 في غلاسكو، اسكتلندا، المملكة المتحدة، اسكتلندي بدأ مسيرته الفنية عام 1992.

## الأعمال
- قلب شجاع
- الوجه المخلوع
- اللعبة
- مجالد
- ملائكة تشارلي: خنق كامل
- المفترس ضد ألين
- مدينة الخطيئة
- عندما يتصل غريب
- 24
- اكذب علي

## وصلات خارجية
- تومي فلانغان على موقع IMDb (الإنجليزية)
- تومي فلانغان على موقع روتن توميتوز (الإنجليزية)
- تومي فلانغان على موقع ألو سيني (الفرنسية)
- تومي فلانغان على موقع أول موفي (الإنجليزية)
- تومي فلانغان على موقع قاعدة بيانات الأفلام السويدية (السويدية)
- تومي فلانغان على موقع إن إن دي بي (الإنجليزية)
- تومي فلانغان على موقع قاعدة بيانات الفيلم (الإنجليزية)
- تومي فلانغان على موقع ليتربوكسد (الإنجليزية)
- تومي فلانغان على موقع كينوبويسك (الروسية)